# Protaphorura pannonica
Protaphorura pannonica är en urinsektsart som först beskrevs av Haybach 1960.  Protaphorura pannonica ingår i släktet Protaphorura, och familjen blekhoppstjärtar. Arten är reproducerande i Sverige.